# 朝比奈正二郎
朝比奈 正二郎（あさひな しょうじろう、1913年6月10日 - 2010年11月28日）は、日本の生物学者（昆虫学）。トンボやムカシトンボ、ゴキブリなどの分類、生態の研究で知られ、日本蜻蛉学会の設立にも中心的に関わった。国際トンボ学会会長、日本昆虫学会会長、日本衛生動物学会会長、日本動物分類学会会長を歴任。薬学者で南極探検家の朝比奈菊雄は弟。

## 略歴
1913年、東京都文京区千駄木に生まれる。父は薬学者であり、また地衣類の分類学者でもあった朝比奈泰彦。父から昆虫採集の手ほどきを受けて、6歳頃からチョウなどの採集を始め、父の知り合いであった昆虫学者の三宅恒方にも接している。
東京府立六中（現：新宿高校）、成城高校を経て、1935年に東京帝国大学理学部動物学科（現：東京大学理学部）に進学。1938年に卒業し、同年大学院に進学。しかし戦況の変化により、1939年10月より陸軍文官として満州に渡り、軍の活動の傍ら、週末になると昆虫採集を行なっていた。1940年に東京に一時帰還し、同年結婚。その後すぐに満州に戻り、1945年まで当地で過ごした。
1945年にソ連が満州に侵略すると、朝比奈は大連に移り、終戦後にはそこから、家族の疎開先であった静岡県三島市に戻った。そこを研究拠点として、ムカシトンボの形態的研究を進め、その結果をまとめた論文がのちの学位論文となった。
1950年に国立予防衛生研究所に入所し、1952年には同所の部長となった。1953年にはロンドンへ留学し、ロンドン自然史博物館を訪れて、日本の昆虫の分類学的研究などを進めた。同年4月　北海道大学 理学博士　「ムカシトンボの形態学的研究 」。
1956年ごろから日本蜻蛉学会の立ち上げに中心的に関わり、1958年から同会会誌の「TOMBO Acta ontologica」の発行も手がけた。
1979年に国立予防衛生研究所を退官、客員研究員となった。その後もゴキブリやトンボ類の分類学的研究などを進めた。
2010年に東京都で死去（享年97）。

## 著書、論文
朝比奈は生涯に多数の著書、論文、報文を残しており、特に報文は約1000本を数える。

### 著書
- 信濃蜻蛉誌 (1955年、東筑摩教育会)
- 日本昆虫分類図説 (1961-62年、北隆館) - 2012年に復刊
- 衛生動物検査指針 (1971年、日本環境衛生センター)
- 基準昆虫分類表 (1980年、北隆館)
- 日本産ゴキブリ類 (1991年12月10日、中山書店)
- 滅びゆく日本の昆虫50種 (1993年、築地書館)

### 論文
- 国立情報学研究所収録論文 国立情報学研究所